# Crocifisso con i santi Bernardino e Antonio da Padova
Il crocifisso con i santi Bernardino e Antonio da Padova è un dipinto a olio su tela realizzato da Giovan Battista Moroni per l'altare di san Bernardino da Siena della chiesa di San Giuliano di Albino, il miglior lavoro di arte sacra eseguito dall'artista albinese. 

## Storia
La chiesa di San Giuliano espone nei due altari più prossimi al presbiterio due pale del Moroni, a destra la Trinità, e di fronte il grande crocifisso con santi. La visita pastorale del 1575 di san Carlo Borromeo cita l'altare dedicato al santo senese con una pala che non la identifica con esattezza:  altare costruito da Pietro de Regazonibus habet iconam pulchram per devozione di Regazzoni Alberto fu Gio.Pietro fu Luchino di Valle Sassina.
Il dipinto fu assegnato, come altre opere, al Moretto. Il Frizzoni nel 1897 lo collegò al Crocifisso con i due medesimi santi presenti dell'Accademia Carrara, mentre il Ruggeri lo aveva collocato vicino al dipinto presente nella chiesa di San Martino a Nembro Crocifisso con i santi Bermardino e Francesco e un donatore di Enea Salmeggia. Solo nel 1898 il dipinto fu attribuito al Moroni da Marironi da Ponte e dal Addolfo Venturi, anche se continuò ad essere esposto come lavoro del Moretto alla mostra diocesana di arte sacra del 1920 dopo il quadro, nel 1918, fu allontanato da Albino durante il secondo conflitto mondiale come misura precauzionale. Il quadro però non fu ritenuto di qualità, tanto che l'assegnazione al Moroni fu un declassamento.
Solo nel 1953 Davide Cugini e Angelo Pinetti diedero alla tela il giusto giudizio di qualità, venendo esposta alla mostra I pittori della realtà in Lombardia del medesimo anno.

## Descrizione
Il Moroni non era certo famoso per i suoi quadri di arte sacra, ma piuttosto per i suoi ritratti ritenuti tra i più realisti del Cinquecento italiano, ma questa tela ha una maturità artistica e psicologica che la pongono tra i suoi migliori dipinti.
Il Moroni presenta una scena drammatica che la profondità del paesaggio, tipicamente lombardo, rende maestosa. In nessun altro dipinto simile l'artista riuscirà a creare il medesimo isolamento dell'uomo posto sulla croce, al di sopra dei due santi e del paesaggio che restano uniformati nella penombra, conferendogli, nella sua solitudine, il solo messaggio di luce. Eppure tutto nella scena è in stretto rapporto, tutto è legato in un unico drammatico istante. 
Un raggio illumina il cielo e colpisce il Cristo, rappresentando il racconto storico descritto nei vangeli. Il raggio di luce accende solo il giallo del perizoma che pare voler volare via, allontanarsi, portando l'osservatore a rivivere in prima persona la drammaticità dell'evento. Il pittore si avvicina così ai lavori dei fiamminghi che usavano i colori per emozionare, seguiti poi dal Moretto e dal Luini.
La parte inferiore della tela è devozionale, riprendendo alcune raffigurazioni Quattrocentesche e dei primi anni del Cinquecento. I due santi posti ai piedi della croce, pur nella penombra, sono protagonisti. San Bernardino da Siena orante. L'artista concede a sant'Antonio da Padova l'estasi. Il santo è dipinto nell'atteggiamento mistico, illuminato dalla luce che scende dalla croce che lo inonda, dando alla tela un'avanzata modernità che verrà raggiunta solo nelle opere da artisti della fine del Cinquecento. Tutti questi elementi porta l'opera ad avere una datazione matura dell'artista quindi verso il 1575.
Un brivido assaliva certamente il riguardante quando l’occhio, alzandosi, si imbatteva nel violento contrapporsi dell’imprevedibile giallo del perizoma del Crocifisso al diffuso verde-grigio dell’atmosfera” (Mina Gregori).